# Ana Drev
Ana Drev [dreˈu] (* 6. August 1985 in Slovenj Gradec) ist eine ehemalige slowenische Skirennläuferin. Sie fuhr in vier Disziplinen des alpinen Skisports, ihre größten Erfolge erreichte sie im Riesenslalom.

## Biografie
Im Dezember 2000 nahm Drev als 15-Jährige erstmals an FIS-Rennen teil. Ihr erstes Europacuprennen fuhr sie am 24. Februar 2001. Ein Rennen im Alpinen Skiweltcup bestritt sie erstmals am 27. Oktober 2001, kam aber in den nächsten Jahren wegen ausbleibender Erfolge überwiegend im Europacup zum Einsatz. Ein Sieg in einem FIS-Rennen gelang ihr erstmals im März 2003. In der Saison 2003/04 begann sie sich allmählich im Eurapacup zu etablierenl. Beim insgesamt 16. Weltcupstart holte sie erstmals Punkte, am 23. Oktober 2004 mit Platz 25 beim Riesenslalom von Sölden. Am 18. Januar 2005 gewann sie erstmals ein Europacup-Rennen.
Drev näherte sich in der Disziplin allmählich der Weltspitze an, hatte aber auch zahlreiche Ausfälle zu verzeichnen. Mit Platz 8 im Riesenslalom von Panorama am 24. November 2007 stieß sie erstmals unter die Top 10 eines Weltcuprennens vor. Dies sollte jedoch für mehr als acht Jahre ihr bestes Ergebnis bleiben, da ihre Entwicklung stagnierte. Sie fuhr zwar regelmäßig in die Punkteränge, gute Ergebnisse blieben jedoch lange Zeit aus. Die nächste Top-10-Platzierung ließ bis Dezember 2012 auf sich warten.
Eine markante Leistungssteigerung gelang Drev schließlich in der Saison 2015/16. Am 20. Dezember 2015 realisierte sie mit Platz 7 im Riesenslalom von Courchevel das bis dahin beste Ergebnis ihrer Karriere. Am 17. Januar 2016 belegte sie beim Riesenslalom von Flachau eher überraschend den zweiten Platz. Dieses Ergebnis bestätigte sie zwei Wochen später in Maribor, wo sie ebenfalls Zweite wurde. Beide Male war sie nur von Viktoria Rebensburg geschlagen worden. In der Saison 2016/17 verpasste Drev zwar erneute Podestplätze, doch fuhr sie insgesamt sechsmal unter die Top 10. Drei weitere Top-10-Platzierungen kamen in der Saison 2017/18 hinzu.
Drevs bestes Ergebnis bei Weltmeisterschaften ist der siebte Platz am 16. Februar 2017 in St. Moritz. Bei den Olympischen Winterspielen 2006 erreichte sie den 9. Platz im Riesenslalom; bei den Winterspielen 2010 in Vancouver wurde sie 19. im Riesenslalom, schied im Slalom jedoch aus. Einen weiteren Ausfall hatte sie im Riesenslalom der Winterspiele 2018 in Pyeongchang zu verzeichnen. Nachdem sie im Januar 2020 beim Training in Kronplatz einen Kreuzbandriss erlitten hatte, erklärte sie einen Monat später ihren Rücktritt vom Spitzensport.

## Erfolge

### Olympische Spiele
- Turin 2006: 9. Riesenslalom, 45. Super-G
- Vancouver 2010: 19. Riesenslalom

### Weltmeisterschaften
- Santa Caterina 2005: 24. Riesenslalom
- Val-d’Isère 2009: 14. Riesenslalom
- Schladming 2013: 10. Riesenslalom
- St. Moritz 2017: 7. Riesenslalom

### Weltcup
- 15 Platzierungen unter den besten zehn, davon 2 Podestplätze

### Weltcupwertungen
| Saison  | Gesamt | Gesamt | Super-G | Super-G | Riesenslalom | Riesenslalom | Slalom | Slalom | Kombination | Kombination |
| Saison  | Platz  | Punkte | Platz   | Punkte  | Platz        | Punkte       | Platz  | Punkte | Platz       | Punkte      |
| ------- | ------ | ------ | ------- | ------- | ------------ | ------------ | ------ | ------ | ----------- | ----------- |
| 2004/05 | 110.   | 6      | –       | –       | 52.          | 6            | –      | –      | –           | –           |
| 2005/06 | 59.    | 84     | –       | –       | 22.          | 81           | –      | –      | 42.         | 3           |
| 2006/07 | 95.    | 40     | –       | –       | 30.          | 40           | –      | –      | –           | –           |
| 2007/08 | 59.    | 86     | 47.     | 4       | 19.          | 65           | 45.    | 17     | –           | –           |
| 2008/09 | 113.   | 10     | –       | –       | 47.          | 10           | –      | –      | –           | –           |
| 2010/11 | 115.   | 9      | –       | –       | 41.          | 9            | –      | –      | –           | –           |
| 2011/12 | 85.    | 33     | –       | –       | 35.          | 33           | –      | –      | –           | –           |
| 2012/13 | 83.    | 104    | –       | –       | 23.          | 104          | –      | –      | –           | –           |
| 2014/15 | 64.    | 76     | –       | –       | 23.          | 76           | –      | –      | –           | –           |
| 2015/16 | 35.    | 283    | –       | –       | 7.           | 283          | –      | –      | –           | –           |
| 2016/17 | 36.    | 239    | –       | –       | 8.           | 239          | –      | –      | –           | –           |
| 2017/18 | 38.    | 198    | –       | –       | 9.           | 198          | –      | –      | –           | –           |
| 2018/19 | 106.   | 17     | –       | –       | 39.          | 17           | –      | –      | –           | –           |

### Europacup
- Saison 2004/05: 3. Riesenslalomwertung
- Saison 2011/12: 6. Gesamtwertung, 3. Riesenslalomwertung
- 8 Podestplätze, davon 5 Siege:

| Datum             | Ort           | Land       | Disziplin    |
| ----------------- | ------------- | ---------- | ------------ |
| 18. Januar 2005   | Courchevel    | Frankreich | Riesenslalom |
| 20. Januar 2006   | Turnau        | Österreich | Riesenslalom |
| 12. März 2010     | Kranjska Gora | Slowenien  | Riesenslalom |
| 18. Dezember 2011 | Valtournenche | Italien    | Riesenslalom |
| 30. Januar 2012   | Courchevel    | Frankreich | Riesenslalom |

### Nor-Am Cup
- Saison 2009/10: 7. Riesenslalomwertung
- Saison 2014/15: 9. Riesenslalomwertung
- 7 Podestplätze, davon 1 Sieg

### Juniorenweltmeisterschaften
- Sella Nevea 2002: 21. Slalom, 29. Super-G
- Briançonnais 2003: 13. Riesenslalom
- Maribor 2004: 12. Slalom, 32. Abfahrt
- Bardonecchia 2005: 13. Slalom, 21. Abfahrt, 25. Riesenslalom, 35. Super-G

### Slowenische Meisterschaften
Drev ist achtfache slowenische Meisterin:
- Super-G: 2004
- Riesenslalom: 2015, 2016, 2017
- Slalom: 2004, 2005, 2010
- Kombination: 2004

### Weitere Erfolge
- 2 Siege im Far East Cup
- 17 Siege in FIS-Rennen